# Делов, Алий Харунович

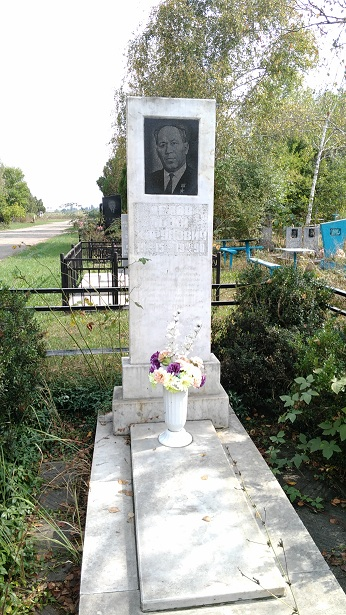
Делов Алий Харунович Герой Социалистического Труда. Надгробный памятник. Майкоп, Аллея Славы Новое Кладбище.

Алий Харунович Делов (1915—1990) — железнодорожник, Герой Социалистического Труда (1943).

## Биография
Родился 15 мая 1915 года в ауле Шхашефиж (ныне Урупский) (ныне — Успенский район Краснодарского края). Адыгеец. Окончил семь классов школы и железнодорожную школу фабрично-заводского ученичества, после чего работал в Махачкалинском депо, был слесарем, помощником машиниста, машинистом Северо-Кавказской железной дороги.
Затем его направили на курсы по подготовке машинистов в Грозный, которые он успешно окончил. В 1939 году Алий Делов был направлен в депо станции Армавир СКЖД, где обслуживал линию Ростов—Сочи.
Осенью 1941 года на железнодорожном транспорте впервые были созданы специальные формирования — паровозные колонны особого резерва НКПС.
С августа 1942 года Алий Делов был старшим машинистом паровозной колонны особого резерва НКПС № 36. Под непрерывным огнём противника водил поезда на прифронтовых участках Кизляр—Астрахань—Верхний Баскунчак, обеспечивая защитников Сталинграда всем необходимым для ведения боевых действий. Работал на прифронтовых участках во время Сталинградской битвы, два раза был ранен и контужен. Бригада Делова ремонтировала повреждённые паровозы важных поездов и успешно доставляла их к месту назначения.
В декабре 1942 года, получив ранение и контузию, Алий Делов оказался на госпитальной койке. В январе 1943 года он вернулся в строй и работал старшим машинистом на Закавказской железной дороге.
В мае 1943 колонна А. Х. Делова была перебазирована в Армавир, откуда начала перевозки на прифронтовые участки Кубани, Дона и Донбасса. В сентябре колонну перебросили на Южно-Донецкую железную дорогу, чтобы обеспечивать войска Южного, а затем 3-го и 4-го Украинского фронтов. Они вели боевые действия по освобождению Украины, Молдавии, Румынии.
Указом Президиума Верховного Совета СССР от 5 ноября 1943 года за «особые заслуги в обеспечении перевозок для фронта и народного хозяйства и выдающиеся достижения в восстановлении железнодорожного хозяйства в трудных условиях военного времени» Алий (в указе — Амей) Делов был удостоен высокого звания Героя Социалистического Труда с вручением ордена Ленина и медали «Серп и Молот».
Война для Героя окончилась в 1944 году в Румынии: он получил ранение и контузию. Вернулся в Армавир. В 1945 году А. Х. Делов был направлен на учёбу в Москву в Центральную техническую школу. Был почётным гостем на Параде Победы 24 июня.
В четвёртом томе «Истории Великой Отечественной войны Советского Союза 1941—1945 гг.» записано:

«Большую роль в осуществлении перевозок в прифронтовых дорогах сыграли военизированные формирования НКПС, в том числе колонны перевозок особого резерва… Знатные машинисты паровозных колонн Герои Социалистического Труда И. И. Атаманов, Е. М. Чухняк, А. X. Делов, В. М. Елисеев, М. И. Кушнер, работая в прифронтовых условиях, показали образцы трудовой доблести и героизм. Их примеру следовали многие бригады паровозных колонн».
После войны окончил Ростовский институт железнодорожного транспорта и работал на украинских железных дорогах.
А затем железнодорожные пути привели его в Чоп, во Львов. В сентябре 1964 года — переехал в Майкоп. А. Х. Делов работал начальником котельного цеха водозаборных сооружений на ЦКЗ (целлюлозно-картонном заводе).
В 1965 году Алий Харунович был избран председателем Майкопского городского комитета защиты мира. На этом общественному посту трудился до конца своих дней, вел большую патриотическую работу среди молодежи.
В 1985 году Герой Социалистического Труда А. Х. Делов стал участником Парада Победы в Москве: в колонне ветеранов войны прошел торжественным маршем по Красной площади.
Умер 16 октября 1990 года, похоронен на Центральном кладбище Майкопа.

## Признание
- Почётный железнодорожник
- Отличный паровозник (дважды)
- медали

## Память

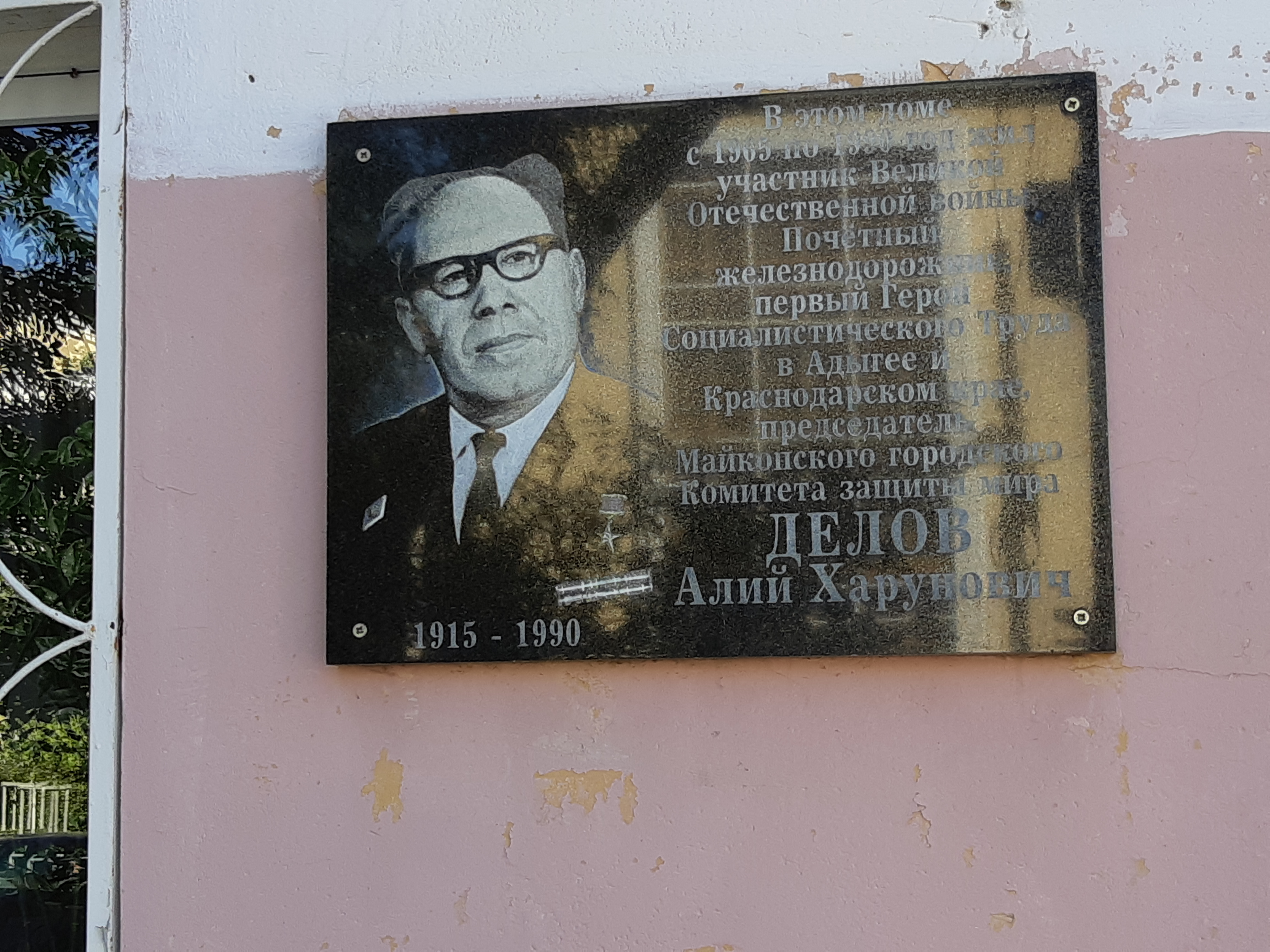
Жилой дом: улица Победы, 38, Майкоп, Адыгея

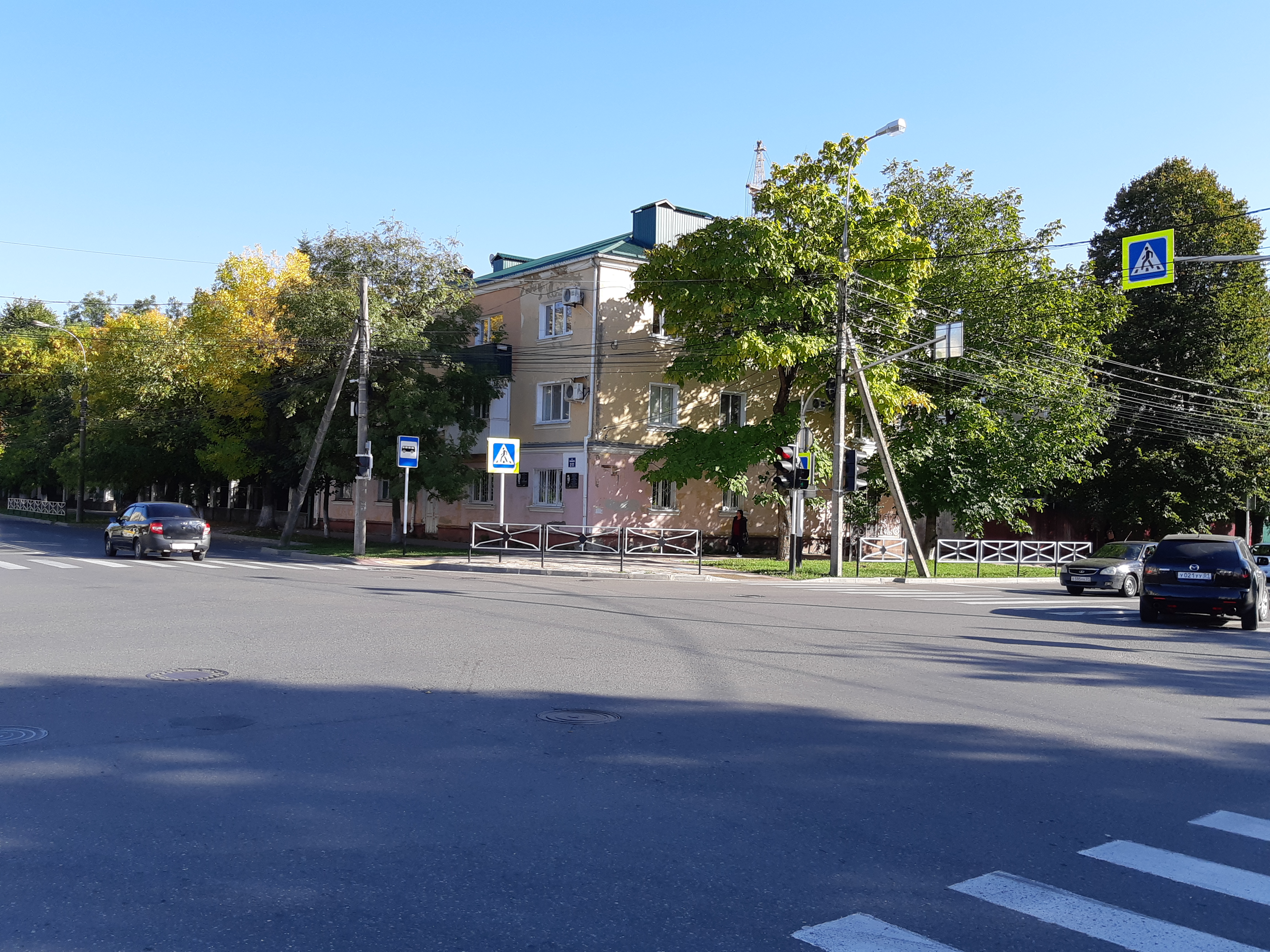
Дом, где жил Герой

- На городском кладбище г. Майкоп установлен надгробный памятник.
- На доме по ул. Пионерской/ Победы 38 г. Майкоп, где жил Герой установлена мемориальная доска.